# Noyen-sur-Sarthe
Noyen-sur-Sarthe là một xã thuộc tỉnh Sarthe trong vùng Pays-de-la-Loire phía tây bắc nước Pháp. Xã này có diện tích 43,58 km2, dân số năm 2006 là 2502 người.